# Dey Ould Sidi Baba

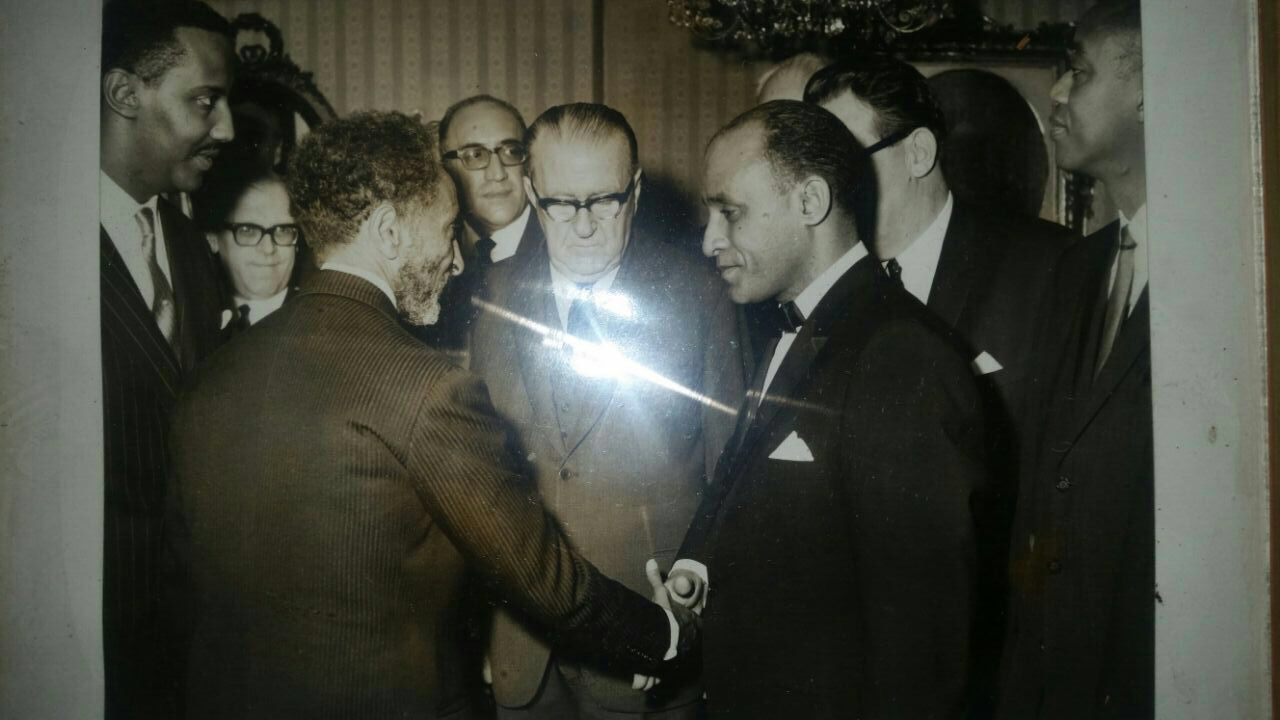
Dey Ould Sidi Baba und Haile Selassie.

Dey Ould Sidi Baba (arabisch الداي ولد سيدي بابا, DMG ad-Dāy walad Sīdī Bābā; * 1921 in Atar; † 19. September 1992 in Rabat) war ein marokkanischer Diplomat.

## Werdegang
Sidi Baba wurde in Atar, Mauretanien, geboren, wo er im Koran und anderen Wissenschaften bei bekannten islamischen Gelehrten unterrichtet wurde. Er lernte auch französische und moderne Fächer in französischen Kolonialschulen. Er trat der Unabhängigkeitsbewegung gegen die Franzosen bei und unterstützte die Vereinigung mit Marokko. Sidi Baba unterstützte die Ausdehnung des Territoriums Marokkos von Tanger bis zum Senegal (Großmarokko). 
Als Mohammed VI. den Wathiqat al-Istiqlal (Gründungsdokument der Istiqlal) unterschrieb, entschied sich Sidi Baba nach Rabat zu ziehen.
1958 wurde er als Berater für Mohammed VI. engagiert.
Ab 1959 leitete er im Außenministerium die Abteilung Afrika.
1961 wurde er Botschafter Marokkos in Conakry, Guinea.
Von 1963 bis 1966 war er Ständiger Vertreter Marokkos bei den Vereinten Nationen.
Im Jahr 1964 war er ein Vertreter Marokkos beim Sicherheitsrat, wo er Teil des Ausschusses war, der die Vorgänge an den Grenzen von Vietnam und Kambodscha untersuchte. Außerdem wurde auch als Mitglied des Ausschusses ernannt, der die Politik der Apartheid-Regierung Südafrikas untersuchte.
1966 war er Vizepräsident der 21., 5. Spezial- und 5. Notfallspezial-Sitzungsperioden der Generalversammlung der Vereinten Nationen.
Von 1967 bis 1970 war er königlicher Bürovorstand.
Von 1971 bis 1972 war er Botschafter in Dschidda, Saudi-Arabien.
Im Mai 1973 wurde Sidi Baba Erziehungsminister.
1974 wurde er Minister für islamische Angelegenheiten.
1977 trat er der Nationalen Sammlung der Unabhängigen als Mitglied seines Exekutivkomitees, als gewählten Parlamentsmitglieds und anschließend einer der sechs Abgeordneten des Parlaments bei. 
Von 1977 bis 1983 war er Vorsitzender der Repräsentantenversammlung.